# Stade Maurice-David
Pour les articles homonymes, voir David.
Le stade Maurice-David est un stade de sport situé à Aix-en-Provence. Il est le stade résident du Provence rugby, équipe de rugby à XV de la ville. 

## Historique
Le stade porte le nom de Maurice David, écrivain, résistant et fondateur du club dans sa forme actuelle.
Construit en 1975, l’équipement a fait l’objet à partir de 2005 d’une opération de réhabilitation par la Communauté du Pays d’Aix. Une première phase de travaux au coût de  millions d'euros permet la construction d'une tribune de 1 962 places assises, située à l’est du terrain et livrée en 2014. Une seconde phase de travaux au coût de 10 millions d'euros débuté fin 2017. Elle porte la capacité d'accueil à 6 425 places, dont 5575 assises, à la suite de la construction d'une nouvelle tribune de 2 208 places. Un bâtiment d’accueil de 600 m2 est également édifié. Il comprend la billetterie, la boutique du club, une salle polyvalente de 300 m2 ainsi que trois bureaux administratifs. Ces nouvelles installations sont inaugurées le 26 octobre 2018 lors de la rencontre contre Mont-de-Marsan qui se joue à guichets fermés.
En 2020, la pelouse naturelle a été enlevée durant l'inter-saison pour installer une solution de type "synthétique mixte" pour simplifier l'entretien et accélérer le jeu. La solution retenue est un gazon synthétique mixte d’une hauteur de 60 mm, lesté de sable et de granulats sans adjonction de couche de souplesse.
Le 16 octobre 2020, le stade accueille la finale du challenge européen de rugby à XV opposant le RC Toulon et les Bristol Bears.
Il accueille en juillet 2022 la phase finale de la Coupe d'Afrique de rugby à XV 2021-2022.
Une nouvelle tribune sud est inaugurée le 6 janvier 2023 lors de la réception du club de Grenoble en ProD2. D'une capacité de 2 622 places, elle porte la capacité globale du stade à 8 767 places (dont 8 197 places assises),. C’était la dernière phase des travaux d'agrandissement lancés en 2014.